# هابي سلمى
هابي سلمى (بالإندونيسية: Happy Salma)‏ هي عارضة وممثلة إندونيسية من أتباع الدين الهندوسي ، ولدت في 4 يناير 1980 في إندونيسيا.

## وصلات خارجية
- هابي سلمى على موقع IMDb (الإنجليزية)
- هابي سلمى على موقع قاعدة بيانات الفيلم (الإنجليزية)